# Purple Reign
Albums de Future
What a Time to Be Alive
(2015) EVOL
(2016)
Purple Reign est une mixtape du rappeur américain Future qui a comme producteurs exécutifs Metro Boomin et DJ Esco. Elle est sortie le 17 janvier 2016 sur LiveMixtapes. L'annonce de la sortie de la mixtape a été faite par Future sur son compte Twitter. La couverture de la mixtape est un hommage à l'album Purple Rain de Prince qui est stylisé de la même façon.

## Liste des titres
| 1.    | All Right                | Metro Boomin, Dre Moon, DJ Esco           |  |
| 2.    | Wicked                   | Metro Boomin, Southside                   |  |
| 3.    | Never Forget             | Jon Boi                                   |  |
| 4.    | Drippin' (How U Luv Dat) | Metro Boomin                              |  |
| 5.    | Inside the Mattress      | Nard & B, Trench Music, XL Eagle, DJ Esco |  |
| 6.    | Hater Shit               | Metro Boomin, DJ Esco                     |  |
| 7.    | Salute                   | DJ Spinz, K Major                         |  |
| 8.    | Bye Bye                  | Zaytoven                                  |  |
| 9.    | No Charge                | Southside                                 |  |
| 10.   | Run Up                   | DJ Spinz                                  |  |
| 11.   | Perkys Calling           | Southside                                 |  |
| 12.   | Purple Reign             | Metro Boomin, DJ Esco                     |  |
| 13.   | In Abundance             | Metro Boomin, DJ Esco                     |  |
| 42:09 |                          |                                           |  |